# 犯罪都市 (1952年の映画)
犯罪都市（はんざいとし, 英語: The Las Vegas Story）は、ロバート・スパークスが1951年に製作した犯罪メロドラマ。
アール・フェルトンの脚本をロバート・スティーヴンソンが監督した。ジェーン・ラッセルとヴィクター・マチュアが主演。
日本では日本RKOラヂオ映画株式会社が配給し、1953年8月22日より、日活系のチェーン(新宿日活、浅草日活、上野日活、神田日活、池袋日活、両国日活、横浜日活)、銀座全線座、渋谷国際で封切られた。同時上映は、ギル・ラム主演のコメディ、とんちんかん幽靈屋敷 (Ghost Busters) (1952)。

## 出演者
※括弧内は日本語吹替（テレビ版）
- リンダ・ローリンズ：ジェーン・ラッセル（北村昌子）
- デーブ・アンドリュー警部：ヴィクター・マチュア（小林修）
- ロイド・ローリンズ：ヴィンセント・プライス（納谷悟朗）
- ハッピー：ホーギー・カーマイケル
- トム・ハブラー：ブラッド・デクスター
- ハリス：ジェイ・C・フリッペン
- クレイトン：ロバート・J・ウィルク
- ポール・フリーズ